# Бо Брагасон
Бо Брагасон (англ. Bo Bragason; нар. 2004, Чичестер, Західний Сассекс, Велика Британія) — англійська акторка. На телебаченні вона відома своїми ролями в серіалах BBC One «Три дівчини» (2017) та «Причал» (2024), серіалі Disney+ «Відступниця Нелл» (2024), а також у фільмі «Подружжя Редлі» (2024). Вона зіграє головну роль принцеси Зельди в майбутній екранізації серії відеоігор «Легенда про Зельду».

## Раннє життя та освіта
Брагасон народилася в Чичестері, Західний Сассекс. Сім років вона прожила у Люксембурзі та 3 роки на півдні Франції. Після повернення до Англії у 2014 році її родина оселилася в селі Мер, Чешир. Брагасон навчалася в Академії Кнатсфорд неподалік. Вона приєдналася до Малого театру Кнатсфорда, а пізніше до Національного молодіжного театру у Лондоні. Вона також відвідувала суботні заняття в театрі Девіда Джонсона в Манчестері.

## Кар'єра
У дитинстві Брагасон зіграла невелику роль у французькому фільмі 2007 року «Приховане кохання». Десять років потому Брагасон дебютувала на телебаченні в ролі Рейчел Віншоу в мінісеріалі «Три дівчини» на BBC One 2017 року. Після цього вона з'явилася в частинах антологічних телесеріалів «Moving On», також на BBC One, та «Creeped Out» на CBBC.
Брагасон повернулася до кіно у фільмі Kingsglaive: Final Fantasy XV, де вона виконала роль акторки, створену за допомогою захоплення руху. Потім вона з'явилася у фільмі жахів режисерки-сценаристки Прано Бейлі-Бонд 2021 року «Цензор». Того ж року Брагасон розділила роль Віри з Флоренс Гант у сценічній адаптації п'єси «Форс-мажор» у театрі Donmar Warehouse.
У 2024 році Брагасон зіграла головні ролі Роксі Троттер у фентезійному пригодницькому серіалі Disney+ «Відступниця Нелл» з Луїзою Харланд та Емі Найтлі у кримінальній драмі BBC One «Причал» з Дженною Коулман, а також зіграла головну роль Клари у фільмі про вампірів Ейроса Ліна «Подружжя Редлі». Брагасон повинна зіграти роль у середньовічній драмі BBC One «Король і завойовник».
У липні 2025 року було оголошено, що Брагасон зіграє головну роль принцеси Зельди у фільмі-адаптації серії відеоігор «Легенда про Зельду» від Nintendo разом із Бенджаміном Еваном Ейнсвортом.

## Творчість

### Фільмографія
| Рік  |   | Українська назва              | Оригінальна назва             | Роль                       |
| ---- | - | ----------------------------- | ----------------------------- | -------------------------- |
| 2007 | ф | Приховане кохання             | Hidden Love                   |                            |
| 2016 | ф | Kingsglaive: Final Fantasy XV | Kingsglaive: Final Fantasy XV | молода Луна)               |
| 2017 | с | Три дівчини                   | Three Girls                   | Рейчел Віншоу (мінісеріал) |
| 2018 | с | Рухаючись далі                | Moving On                     | Лін (серія «Невидимий»)    |
| 2019 | с | Наляканий                     | Creeped Out                   | Роккі (серія «Свербіж»)    |
| 2021 | ф | Цензор                        | Censor                        | старша дівчина             |
| 2024 | с | Відступниця Нелл              | Renegade Nell                 | Роксі Джексон              |
| 2024 | ф | Подружжя Редлі                | The Radleys                   | Клара Редлі                |
| 2024 | с | Причал                        | The Jetty                     | Емі Найтлі                 |
| 2027 | ф | Легенда про Зельду            | The Legend of Zelda           | Принцеса Зельда            |
|      | с | Гунхільд                      | King and Conqueror            | Гунхільд                   |

### Ролі в театрі
- Форс-мажор (2021), Віра – Donmar Warehouse, Лондон